# Petit col Ferret
Il Petit Col Ferret (o Col du Petit Ferret; pron. fr. AFI: [pəti kɔl fɛʁɛ] o [kɔl dy pəti fɛʁɛ]) è un valico alpino che collega Orsières nel Vallese con Courmayeur in Valle d'Aosta, sul confine fra Svizzera e Italia, congiungendo geograficamente la val Ferret svizzera con la val Ferret italiana.

## Descrizione
Il Petit col Ferret si apre sulla Catena principale alpina ad una altezza di 2.490 m. Esso riveste una particolare importanza perché separa le Alpi Occidentali dalle Alpi Centrali (tradizionalmente le Alpi Graie dalle Alpi Pennine), nonché il Massiccio del Monte Bianco dal ben più basso gruppo del Grand Golliaz. 
Nonostante questa peculiarità, è meno noto e frequentato del Col du Grand Ferret (spesso è indicato col toponimo di Col Ferret'), che sorge a sud del Petit col Ferret ed è posto lungo il percorso del Giro del Monte Bianco. 
I due valichi sono separati da una modesta elevazione piramidale di erba e sfasciumi: la Tête de Ferret (2714 m).

## Accesso
Il colle si trova sull'itinerario per il bivacco Cesare Fiorio che serve la conca del ghiacciaio di Pré de Bar. L'accesso è meno agevole da entrambi i lati rispetto a quella al Col du Grand Ferret, per via del terreno ripido.